# Gerichtsbezirk Bischofteinitz
Der Gerichtsbezirk Bischofteinitz (tschechisch: soudní okres Horšovský Týn) war ein dem Bezirksgericht Bischofteinitz unterstehender Gerichtsbezirk im Kronland Böhmen. Er umfasste Gebiete im Westen Böhmens im späteren Okres Domažlice. Zentrum des Gerichtsbezirks war die Stadt Bischofteinitz (Horšovský Týn).
Nach dem Ersten Weltkrieg entstand nach dem Zerfall Österreich-Ungarns die Tschechoslowakei, seit 1991 ist das Gebiet Teil der Tschechischen Republik.

## Geschichte
Die ursprüngliche Patrimonialgerichtsbarkeit wurde im Kaisertum Österreich nach den Revolutionsjahren 1848/49 aufgehoben. An ihre Stelle traten die Bezirks-, Landes- und Oberlandesgerichte, die nach den Grundzügen des Justizministers geplant und deren Schaffung am 6. Juli 1849 von Kaiser Franz Joseph I. genehmigt wurde. Der Gerichtsbezirk Bischofteinitz gehörte zunächst zum Kreis Pilsen und umfasste 1854 die 61 Katastralgemeinden Autschova, Bischofteinitz, Blisowa, Carlowitz, Chotimiř, Dingkowitz, Dobrowa, Elstin, Franowa, Großmalowa, Hochsemlowitz, Honosic, Horschau, Kleinmalowa, Kotzoura, Křakau, Křenowa, Kwičovic, Lohowa, Lohowčitz, Malonic, Maschowic, Meßhals, Miřikau, Močerad, Mogolzen, Mukowa, Murchowa, Naschowic, Nemečic, Nemlowic, Neuhof, Nohomiřen, Oberkamenzen, Obermedelzen, Pirk, Pocowitz, Podiefuß, Podrasnic, Přiwosten, Putzlitz, Radelstein, Raschnitz, Schekarzen, Schlewic, Semeschitz, Stankau Dorf, Stankau Markt, Stich, Stirchlowa, Třebnic, Tschirm, Unterkamenzen, Untermedelzen, Wassertrompeten, Webrowa, Weirowa, Worowitz, Wostiřen, Wostračin und Zetschowitz. Der Gerichtsbezirk Bischofteinitz bildete im Zuge der Trennung der politischen von der judikativen Verwaltung ab 1868 gemeinsam mit den Gerichtsbezirken Hostau (Hostouň) und Ronsperg (Ronšperk) den Bezirk Bischofteinitz.
Im Gerichtsbezirk Bischofteinitz lebten 1869 17.409 Menschen, 1890 waren es 19.468 Personen.
Der Gerichtsbezirk Bischofteinitz wies 1910 eine Bevölkerung von 20.882 Personen auf, von denen 9.899 Deutsch (47,4 %) und 10.963 Tschechisch (52,5 %) als Umgangssprache angaben. Im Gerichtsbezirk lebten zudem 20 Anderssprachige oder Staatsfremde.
Durch die Grenzbestimmungen des am 10. September 1919 abgeschlossenen Vertrages von Saint-Germain kam der Gerichtsbezirk Bischofteinitz vollständig zur neugegründeten Tschechoslowakei, wobei die Gerichtseinteilung bis 1938 im Wesentlichen bestehen blieb. Nach dem Münchner Abkommen wurde das Gebiet dem Landkreis Bischofteinitz bzw. dem Gau Sudetenland zugeschlagen.
Nach dem Zweiten Weltkrieg wurde das Gebiet Teil des Okres Domažlice, zu dem es bis heute gehört. Nachdem die Bezirksbehörden im Zuge einer Verwaltungsreform 2003 ihre Verwaltungskompetenzen verloren, werden diese von den Gemeinden bzw. dem Plzeňský kraj wahrgenommen, zu dem das Gebiet um Horšovský Týn seit Beginn des 21. Jahrhunderts mit anderen Bezirken zusammengefasst wurde.

## Gerichtssprengel
Der Gerichtssprengel umfasste Ende 1914 die 47 Gemeinden Autschova (Ohučov), Bischofteinitz (Horšovský Týn), Blisowa (Blížejov), Chotimiř/Kottomir (Chotiměř), Czarlowitz (Černovice), Dobrowa (Dobrova), Elstin (Lštění), Franowa (Vranov), Großmallowa (Velký Malahov), Hochsemlowitz (Semněvice), Horschau (Horšov), Kamenzen (Kamenice), Křakau (Křakov), Křenowa (Křenovy), Kwitschowitz (Kvíčovice), Lohowa (Hlohová), Lohowtschitz (Hlohovčice), Malonitz (Malonice), Maschowitz (Mašovice), Meßhals (Mízholez), Miřikau (Mířkov), Mogolzen (Bukovec), Motscherad (Močerady), Mukowa (Buková), Nahoschitz (Nahošice), Nemlowitz (Nemněnice), Obermedelzen (Horní Metelsko), Pirk (Březí), Podiefuß (Poděvousy), Potzowitz (Pocovice), Přiwosten (Přívozec), Putzlitz (Puclice), Raschnitz (Mračnice), Schekarschen (Všekary), Semeschitz (Semošice), Stankau Dorf (Staňkov Ves), Stankau Markt (Staňkov Městys), Stich (Stichov), Třebnitz (Trebnice), Tschirm (Čermná), Wassertrompeten (Ostromeč), Webrowa (Věvrov), Weirowa (Výrov), Worowitz (Borovice), Wostirschen (Ostříží), Wostratschin (Osvračín) und Zetschowitz (Čečovice).